# Вишњове (Ревуца)
Вишњове (слч. Višňové) насељено је мјесто са административним статусом сеоске општине (слч. obec) у округу Ревуца, у Банскобистричком крају, Словачка Република.

## Становништво
| Година:    | 1994. | 2004.   | 2014.   | 2024.   |
| ---------- | ----- | ------- | ------- | ------- |
| Број људи: | 56    | 59      | 64      | 61      |
| Разлика:   |       | +5,35 % | +8,47 % | -4,68 % |

| Година:    | 2023. | 2024.   |
| ---------- | ----- | ------- |
| Број људи: | 60    | 61      |
| Разлика:   |       | +1,66 % |

Према подацима о броју становника из 2011. године насеље је имало 69 становника.